# Drones (álbum)
Drones é o sétimo álbum de estúdio da banda britânica de rock Muse. O disco foi produzido por Robert Lange e foi lançado em junho de 2015. Em 2016, foi premiado com o Grammy de "Melhor Álbum de Rock".

## Bastidores e gravação
Nos dois discos anteriores, o The Resistance (2009) e o The 2nd Law (2012), Muse experimentou com orquestra e música eletrônica. Em dezembro de 2013, eles lançaram um álbum de vídeo, Live at Rome Olympic Stadium; o guitarrista e letrista Matthew Bellamy disse que a banda gravou o show para "capturar alguns extremos do que vinhamos fazendo já que nós queremos ir numa direção diferente no futuro".
Muse começou a escrever canções para o sétimo álbum logo após o concerto em Roma, no final de 2013. Bellamy afirmou para a revista Rolling Stone: "deve ser algo que realmente se distancie das coias adicionais que nós temos experimentado nos últimos dois trabalhos... eu meio que senti que seria bom se reconectar e nos lembrar do básico sobre quem somos".
Em outubro de 2014, Muse entrou no The Warehouse Studio, em Vancouver, para iniciar o processo de gravação. Depois de auto-produzir os dois últimos discos, a banda decidiu chamar o produtor Robert John "Mutt" Lange para ajudá-los com Drones. A primeira sessão de gravação foi a 19 de outubro, com a banda descrevendo o dia como "emotivo". Muse voltou ao estúdio em novembro de 2014. No começo de abril de 2015, o baterista Dominic Howard e Rich Costey publicaram em seus instagrams que eles haviam terminado a mixagem do álbum.

## Contexto
Respondendo a um fã no Twitter, em setembro de 2014, Bellamy afirmou que o tema do álbum tinha a ver com ecologia profunda, falta de empatia e Terceira Guerra Mundial. Em março de 2015, ele afirmou:
| “ | Para mim, "Drones" são psicopatas metafóricos que permitem comportamento psicopático sem qualquer recurso. O mundo é gerido por Drones utilizando Drones para nos transformar em Drones. O álbum fala sobre a jornada de um humano, do abandono e perda da esperança até a sua doutrinação pelo sistema como um drone humano, até a eventual deserção contra os seus opressores. | ” |

Ao colocar o primeiro single do álbum, a canção "Dead Inside", dentro do contexto da narrativa, Matt disse:
| “ | É ai que a história do disco começa, onde o protagonista perde a esperança e se torna Dead Inside ("morto por dentro"), portanto vulnerável as forças da escuridão, introduzindo a canção 'Psycho', que conduz o resto do álbum antes da deserção, revoltando e superando as forças da escuridão mais tarde na história". | ” |

Em uma entrevista a Annie Mac, da BBC Radio 1, no dia do lançamento da primeira canção promocional, Bellamy descreveu Drones como uma "metáfora moderna sobre o que é perder a empatia... através da tecnologia moderna, obviamente através da guerra de drones, é possível na verdade fazer coisas horríveis com controle remoto, a grandes distâncias, sem sentir nenhuma consequência, ou até não se sentir responsável de qualquer modo".

## Faixas
| CD             |                    |         |  |
| N.º            | Título             | Duração |  |
| 1.             | "Dead Inside"      | 4:23    |  |
| 2.             | "[Drill Sergeant]" | 0:29    |  |
| 3.             | "Psycho"           | 5:16    |  |
| 4.             | "Mercy"            | 3:51    |  |
| 5.             | "Reapers"          | 6:10    |  |
| 6.             | "The Handler"      | 6:45    |  |
| 7.             | "[JFK]"            | 1:34    |  |
| 8.             | "Defector"         | 4:51    |  |
| 9.             | "Revolt"           | 3:36    |  |
| 10.            | "Aftermath"        | 4:39    |  |
| 11.            | "The Globalist"    | 9:42    |  |
| 12.            | "Drones"           | 5:17    |  |
| Duração total: | Duração total:     | 52:40   |  |

## Créditos
| Muse - Matthew Bellamy – vocais, guitarra, teclados, piano - Christopher Wolstenholme – baixo, vocal de apoio, - Dominic Howard – bateria | Pessoal adicional - Robert John "Mutt" Lange – produção - Matt Mahurin – arte visual (capa) - Tommaso Colliva – gravação, produção - Rich Costey – mixagem |

## Recepção

### Crítica
| Críticas profissionais | Críticas profissionais |
| Pontuações agregadas   | Pontuações agregadas   |
| Fonte                  | Avaliação              |
| ---------------------- | ---------------------- |
| Metacritic             | 63/100                 |
| Avaliações da crítica  |                        |
| Fonte                  | Avaliação              |
| AllMusic               | [ 23 ]                 |
| Los Angeles Times      | [ 24 ]                 |
| NME                    | [ 25 ]                 |
| The Observer           | [ 26 ]                 |
| Pitchfork Media        | [ 27 ]                 |
| Q                      | [ 28 ]                 |
| Rolling Stone          | [ 29 ]                 |
| The Telegraph          | [ 30 ]                 |
| Time Out London        | [ 31 ]                 |
| Spin                   | [ 32 ]                 |

Drones recebeu críticas, em sua maioria, positivas. No site Metacritic, ele recebeu uma nota 63 (de 100) baseado em 25 resenhas de críticos profissionais (nove foram favoráveis).
A revista Kerrang! deu uma nota máxima para o álbum, afirmando que era um "clássico claustrofóbico que afia o foco no que é possivelmente em nome do rock de pensamento alto". Já a revista Q disse que, apesar da banda ter falado que o disco seria uma "volta as origens", Drones é "tudo menos 'de volta ao básico' de garage rock... condizente com sua narrativa conceitual progressiva sobre controle da mente, é um álbum de interesses desmedidos". David Fricke, da Rolling Stone, disse que o disco era um "verdadeiro prazer" e o elogiou dizendo que "um bom update da base guitarra-baixo-bateria", completando afirmando que o disco era "o que o Muse sabe fazer de melhor". A NME escreveu dizendo que Drones abordava temas rotineiros da banda como "lavagem cerebral, superpotências belicistas, supressão da Verdade e a necessidade de lutar contra as mãos que nos sangram, que ainda ressoa em 2015, mas obliquamente... a música do Muse mais uma vez se iguala a intriga aventureira de Bellamy".
O site AllMusic disse que "é difícil não chegar a conclusão [do Muse] de que a guerra é ruim, mas a inclinação de escrever tudo em letras maiúsculas e grifadas é muito bom quando diz respeito a música". Kitty Empire, do The Observer, afirmou que, apesar das letras "banais" e tema "confuso", uma parte de Drones é, segundo ele, "bem executado". Ian Cohen, do site Pitchfork, achou que Drones faltou sutileza e criticou as letras das canções, afirmando: "qualquer prazer que possa ser gerado pela melodia admirável de Bellamy, isso é negado pela insistência do Muse em tentar ser profundo ao invés de divertido". Oliver Keens, da revista Time Out London, disse que o jeito como o álbum abordou o tema dos drones (ou VANTs) é de um jeito "sem tato e grosseiro" e a história é "tão entediante como comida de cachorro – de um teórico da conspiração bem fraquinho... Nós costumávamos reclamar que os músicos não tratavam mais de temas políticos. Baseado neste trabalho [do Muse], talvez tenha sido melhor fazer nada mesmo". A versão eletrônica do jornal Los Angeles Times também não deu um parecer favorável ao álbum, dizendo que "apesar de apostar no tema certo, Drones pode ter passado batido. Infelizmente, os esforços do Muse mal conseguem se erguer e nem conseguem sobreviver uma guerra contra mata-moscas".

### Comercial
Drones se tornou o primeiro disco do Muse a estrear em primeiro lugar na tabela dos mais vendidos nos Estados Unidos (a Billboard 200), ao vender pelo menos 84 000 cópias em sua primeira semana de lançamento (79 000 unidades físicas). Na semana anterior, o álbum How Big, How Blue, How Beautiful, do grupo Florence and the Machine, também alcançou o topo das paradas americanas. Esta foi a primeira vez que dois álbuns de artistas britânicos alcançaram o topo das paradas dos Estados Unidos desde 1956. Ainda assim, apesar da boa estreia, Drones acabou vendendo menos que os seus antecessores.
Nas paradas dos mais vendidos do Reino Unido o álbum saiu na frente e vendeu perto de 73 000 unidades em sua primeira semana de comercialização, se tornando o quinto disco da banda a alcançar o topo da lista dos mais vendidos na Inglaterra. Segundo a Official Charts Company, Drones permaneceu como o álbum mais vendido na Grã-Bretanha em sua segunda semana de lançamento.

### Prêmios
Em fevereiro de 2016, este disco levou o prêmio Grammy de Melhor Álbum de Rock. Assim, Drones se tornou o segundo trabalho do Muse a levar um prêmio Grammy (o outro foi o The Resistance, que venceu na mesma categoria cinco anos antes).

## Tabelas
| Paradas (2015)                      | Melhor posição |
| ----------------------------------- | -------------- |
| Alemanha (Media Control)            | 3              |
| Austrália (ARIA Charts)             | 1              |
| Áustria (Ö3 Austria Top 40)         | 2              |
| Bélgica Flanders (Ultratop 50)      | 1              |
| Bélgica Valônia (Ultratop 40)       | 2              |
| Dinamarca (Hitlisten)               | 1              |
| Escócia (Official Charts Company)   | 1              |
| Espanha (PROMUSICAE)                | 3              |
| Finlândia (Suomen virallinen lista) | 1              |
| França (SNEP)                       | 1              |
| Irlanda (Irish Albums Chart)        | 1              |
| Itália (FIMI)                       | 2              |
| Japão (Oricon)                      | 5              |
| Noruega (VG-lista)                  | 1              |
| Países Baixos (MegaCharts)          | 1              |
| Polônia (ZPAV)                      | 23             |
| Portugal (AFP)                      | 1              |
| Suécia (Sverigetopplistan)          | 2              |
| Suíça (Schweizer Hitparade)         | 1              |
| Reino Unido (UK Albums Chart)       | 1              |
| Estados Unidos (Billboard 200)      | 1              |

| País        | Certificador | Certificação |
| ----------- | ------------ | ------------ |
| Austrália   | ARIA         | Ouro         |
| Bélgica     | BEA          | Ouro         |
| Canadá      | MC           | Ouro         |
| Itália      | FIMI         | Ouro         |
| Suíça       | IFPI         | Ouro         |
| Reino Unido | BPI          | Ouro         |
| Rússia      | 2M           | Platina      |

## Histórico de lançamento
| Região         | Data                | Formato                                     | Gravadora    |
| -------------- | ------------------- | ------------------------------------------- | ------------ |
| Austrália      | 5 de junho de 2015  | CD, CD+DVD, LP, CD+DVD+LP, download digital | Warner Bros. |
| Áustria        | 5 de junho de 2015  | CD, CD+DVD, LP, CD+DVD+LP, download digital | Warner Bros. |
| Finlândia      | 5 de junho de 2015  | CD, CD+DVD, LP, CD+DVD+LP, download digital | Warner Bros. |
| Alemanha       | 5 de junho de 2015  | CD, CD+DVD, LP, CD+DVD+LP, download digital | Warner Bros. |
| Irlanda        | 5 de junho de 2015  | CD, CD+DVD, LP, CD+DVD+LP, download digital | Warner Bros. |
| Nova Zelândia  | 5 de junho de 2015  | CD, CD+DVD, LP, CD+DVD+LP, download digital | Warner Bros. |
| Suíça          | 5 de junho de 2015  | CD, CD+DVD, LP, CD+DVD+LP, download digital | Warner Bros. |
| Reino Unido    | 8 de junho de 2015  | CD, CD+DVD, LP, CD+DVD+LP, download digital | Warner Bros. |
| França         | 8 de junho de 2015  | CD, CD+DVD, LP, CD+DVD+LP, download digital | Warner Bros. |
| Polônia        | 8 de junho de 2015  | CD, CD+DVD, LP, CD+DVD+LP, download digital | Warner Bros. |
| Canadá         | 9 de junho de 2015  | CD, CD+DVD, LP, CD+DVD+LP, download digital | Warner Bros. |
| Itália         | 9 de junho de 2015  | CD, CD+DVD, LP, CD+DVD+LP, download digital | Warner Bros. |
| Japão          | 9 de junho de 2015  | CD, CD+DVD, LP, CD+DVD+LP, download digital | Warner Bros. |
| Espanha        | 9 de junho de 2015  | CD, CD+DVD, LP, CD+DVD+LP, download digital | Warner Bros. |
| Estados Unidos | 9 de junho de 2015  | CD, CD+DVD, LP, CD+DVD+LP, download digital | Warner Bros. |
| Noruega        | 10 de junho de 2015 | CD, CD+DVD, LP, CD+DVD+LP, download digital | Warner Bros. |
| Suécia         | 10 de junho de 2015 | CD, CD+DVD, LP, CD+DVD+LP, download digital | Warner Bros. |